# Communauté de communes Provence-Luberon-Durance
Die Communauté de communes Provence-Luberon-Durance ist ein ehemaliger französischer Gemeindeverband (Communauté de communes) im Département Vaucluse in der Region Provence-Alpes-Côte d’Azur.
Der Gemeindeverband bestand aus 4 Gemeinden:
- Cavaillon
- Cheval-Blanc
- Mérindol
- Les Taillades

Alle Gemeinden befinden sich zwischen der Durance und der Westspitze des Luberon, an der Grenze zwischen den Départements Vaucluse und Bouches-du-Rhône.